# Михаил Борисов
Михаил Борисов е руски футболист и треньор.

## Кариера
Роден е на 8 ноември 1894 г. (по други данни през през 1902 г.)
Като белогвардейски емигрант Борисов играе за съставения от руснаци тим на Галиполи, разположен в Османската империя. Тимът играе предимно приятелски мачове с тимове от Балканите, включително и с български такива. През 1922 г. играе два приятелски мача за Левски (София) срещу варненските Тича и Владислав. Впоследствие е харесан от „сините“ и става играещ треньор на отбора. Така бранителят е първият чужденец в историята на „синия“ клуб и първият получаващ заплата наставник на Левски. Освен това е първият руски треньор на чуждестранен отбор. Борисов е начело на Левски 1 сезон, в който печели с тима Купата на София. Треньорът допринася за тактическото развитие на играта на „сините“ и налага в тима множество млади играчи. По времето на Борисов се налага стилът с ниски пасове, въвежда физическата подготовка и играта в триъгълници.
През август 1923 г. играе за СК Рус (Прага) в приятелски мач с Левски. Отборът на Рус е част от спортните клубове на Виктория (Жижков).
През 1924 г. Борисов е предложен за треньор на националния отбор на България, но впоследствие кандидатурата му отпада.
След 1924 г. се преселва в Чехословакия. Между 1936 и 1943 г. е част от казашката станица в Прага.